# Coendou rufescens
Coendou rufescens (syn. Echinoprocta rufescens) — вид гризунів родини Голкошерстові (Erethizontidae). Єдиний вид роду Echinoprocta.

## Етимологія
Назва роду походить від лат. «Echinus» — їжак або хребет і «proktos» — зад, тобто «колючий ззаду»; назва вказує на те, що колючки на спині до хвоста трохи довші. Назва виду походить від лат. «Rufus» — червоний.

## Поширення
Цей вид мешкає у західних, центральних і східних Кордильєрах Колумбії на висотах 800 — 2000 м над рівнем моря, і на східних схилах Анд в Еквадорі. Мешкає в гірських незайманих лісів чи трохи змінених лісах.

## Зовнішня морфологія
Хвіст відносно короткий. Довжина голови й тіла: 309 - 370, хвоста: 105 - 150 мм, задніх лап: 60-67 мм, вух: 17 мм. Колір від коричневого до чорного, на носі - біла смуга. Найбільше вражає та особливість цього виду, що його хвіст дуже короткий, менше 35% довжини голови й тіла, до того ж, хвіст не чіпкий. Вібриси чорні; тіло густо вкрите колючками. Спина від чорно-коричневого до майже чорного, основа шипів: між жовтим і помаранчевим. Черевна область, підборіддя і горло світло-коричневі з меншими шипами. Хвіст і ноги: від темно-сірого до чорного. Зубна формула: I 1/1, C 0/0, P 1/1, M 3/3, в цілому 20 зубів.

## Поведінка
Веде нічний, деревний і самітницький спосіб життя, ймовірно вегетаріанець.